# José Antonio Abella
José Antonio Abella (Burgos, 1956-Madrid, 5 de julio de 2024) fue un médico, escultor y escritor español. Como literato, ganó premios de narrativa, tanto como de cuentos (Premio Hucha de Oro, XXXV Edición) como de novela (Premio de la Crítica de Castilla y León en 2014).

## Biografía
Natural de Burgos, se trasladó a Segovia, donde ejerció su profesión de médico y desarrolló su carrera artística en el campo de la escultura y la literatura.
Como escultor, participó en numerosas exposiciones y sus obras se conservan en importantes colecciones públicas y privadas. Entre sus esculturas públicas, destaca el Monumento a la Trashumancia situado en Segovia.
A principios del 2019 tuvo lugar una gran controversia en su ciudad de residencia, Segovia, por donar una escultura que tenía que ser colocada cerca del Acueducto, que representaba un diablillo en actitud de hacerse una autofoto. Medios internacionales como The New York Times se hicieron eco de dicha polémica, que dio origen a un proceso judicial finalizado en 2020. Este hecho inspiró al escritor burgalés en la escritura de su novela Agnus daboli (editorial Valnera, 2022).
Como literato, el profesor Nicolás Miñambres destacó la pertenencia de alguna de sus obras (Crónicas de Umbroso, 2001) a la corriente ruralista de la literatura castellanoleonesa, seguidora de la estela de Miguel Delibes, a la que también pertenecen Moisés Pascual Pozas, Luis Mateo Díez o Julio Llamazares.
En su última novela, Cáncer imperator, trató como médico y enfermo su experiencia sobre el cáncer. Fue publicada en 2024, poco antes de su muerte.
El 5 de julio de 2024, en Madrid, falleció a los 68 años tras padecer cáncer de colon.Dejó varias novelas sin publicar.

## Novelas
- Yuda [10]
- La esfera de humo
- Crónicas de Umbroso
- 2006 -La tierra leve
- 2014 - La sonrisa robada [11]
- 2017 - El hombre pez [12]
- 2018 - Trampas de niebla [13]
- 2019 - La Llanura Celeste [14]
- 2020 - Aquel mar que nunca vimos [15]
- 2022 - Agnus diaboli [16]
- 2023 - El corazón del cíclope,[17] obra finalista del Premio de la Crítica de Castilla y León.[18]
- 2024 - Cáncer imperator.

## Libros de cuentos
- 2010 - Unas pocas palabras verdaderas.

## Obras colectivas

### Antologías
- Cuentos pendientes, cuarenta y tres voces del cuento castellano y leonés del siglo XXI. Selección y prólogo de José Ignacio García García. Castilla Ediciones, 2021.[19]

## Premios
| Predecesor: José María Merino | Premio de la Crítica de Castilla y León 2014 | Sucesor: Fermín Herrero |

2023. Ganador de la 70.ª edición del Premio de Novela Ateneo Ciudad de Valladolid por su novela El corazón del cíclope.